# 連均
連均（14世紀—15世紀），字士平，福建建寧府建安縣人，明朝政治人物。

## 生平
永樂十二年（1414年），連均中式福建鄉試舉人，次年（1415年）聯捷進士，獲授雲南道監察御史，巡察浙江海道，宣德四年（1429年）陞江西布政司右參議，嘗負責督查武定州軍餉，籌措有方，正統元年（1436年）再陞四川布政司左參政，有威惠名聲，十三年（1448年）卻因為審案時教唆詞訟被逮捕。
正統十四年（1449年），連均獲陞為江西右布政使，景泰二年（1451年）因限制外送歲貢生員被奏請贖杖後恢復原職，辭官回鄉後不穿華麗衣服、不置多餘田產，人們都稱他清介。

## 引用
1. 1 2  康熙《建安縣志·卷六》：連均，字士平，登永樂乙未進士，除雲南道監察御史，巡浙江海道，以功擢江西右參議，嘗督武定州軍餉，規措有方，陞四川左參政甚著威惠，再陞江西右布政，歷官四十餘年，身無美衣、家無增業，人稱其介。
2. ↑  康熙《建安縣志·卷五》：進士……明……永樂十三年乙未陳循榜 連均 見良吏……鄉舉……明……永樂十二年甲午何瓊榜 連均 春秋，見進士
3. ↑  《明宣宗章皇帝實錄·卷五十三》：（宣德四年四月丙戌）陞……行在雲南道監察御史連均為江西布政司右參議……
4. ↑  《明英宗睿皇帝實錄·卷二十三》：（正統元年十月戊寅）陞……陝西參議郭堅山東參議王哲江西參議連均南昌府知府任肅俱為左參政……均四川……
5. ↑  《明英宗睿皇帝實錄·卷一百六十六》：（正統十三年五月）乙未詔逮四川左參政連均，從法司案其教唆詞訟誣枉人也。
6. ↑  《明英宗睿皇帝實錄·卷一百八十》：（正統十四年七月）己丑陞廣西按察使章聰為廣西右布政使，四川左參政連均為江西右布政使，廣東僉事彭琉為山西按察司副使賜勑提調學校。
7. ↑  《明英宗睿皇帝實錄·卷二百八·廢帝郕戾王附錄第二十六》：（景泰二年九月庚申）江西右布政使連均坐限外起送歲貢生員，巡按御史周鑑奏當贖杖還職，從之。